# Stenbrotjärnen, Gästrikland
Stenbrotjärnen är en sjö i Gävle kommun i Gästrikland och ingår i Hamrångeåns huvudavrinningsområde.